# Écluses de Semington

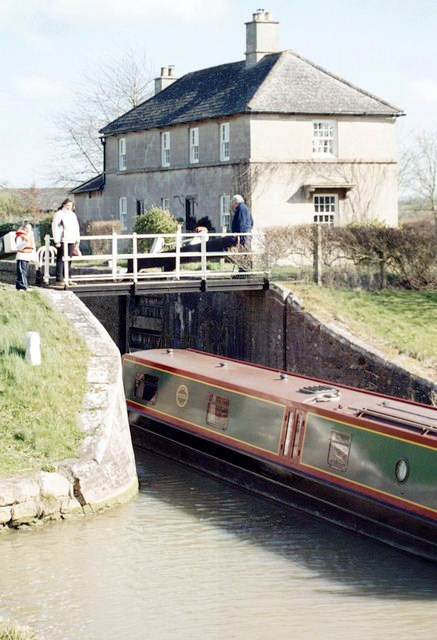
Cottage des gardiens de l’écluse de Buckley, à Semington.

Les écluses de Semington sont des écluses situés à Semington, dans le comté anglais du Wiltshire, sur le canal Kennet et Avon, au Royaume-Uni.
Les deux écluses de Semington ont été construites entre 1718 et 1723 sous la supervision de l’ingénieur John Hore de Newbury. Elles permettent à elles deux de franchir une dénivelée de 4,9 mètres (16 pieds 1 pouce.
Les deux écluses à Semington sont connues comme l’écluse de Buckley (no 15) et de Barrett (no 16).
Adjacent aux écluses, se trouve le point de jonction de l’ancien canal Wilts et Berks avec le canal Kennet et Avon.
À proximité, le pont-canal de Semington classé grade II transporte le canal au-dessus du ruisseau Semington. À l’est des écluses, le canal traverse le nouveau pont-canal de Semington, construit en 2004 pour passer au-dessus du nouveau contournement du village de  Semington (route A350).